# Shut Up And Rap
Shut Up And Rap è il terzo album del rapper statunitense Termanology. Pubblicato il 9 dicembre 2014, l'album è distribuito dalla sua label ST. Records, dall'etichetta di Statik Selektah ShowOff Records e dalla Brick Records, label con sede a Boston. Partecipano all'album Lumidee, Lil Fame e Inspectah Deck, alle produzioni, tra gli altri, anche The Alchemist e Statik Selektah.

## Tracce
1. Shut Up And Rap – 0:06 (musica: Billy Loman)
2. The War Begins (featuring Inspectah Deck, Chris Rivers & H Blanco) – 3:07 (musica: Billy Loman)
3. Get Away (featuring Skyzoo, Torae & Reks) – 5:08 (musica: Billy Loman)
4. I'm Good (featuring Michael Christmas & Astro) – 3:45 (musica: Billy Loman)
5. Can't Take It Anymore (featuring Cortez, Chilla Jones & Doo Wop) – 3:53 (musica: Billy Loman)
6. Don't Know (featuring Chasen Hampton) – 3:38 (musica: Billy Loman)
7. I Fucks With You (featuring Lumidee & Cyrus DeShield) – 3:44 (musica: Billy Loman)
8. Thug Muzik (featuring H Blanco & Ea$y Money) – 4:38 (musica: Billy Loman & The Arcitype)
9. Photo Shoot Fresh (featuring Wais P & Dutch Rebelle) – 3:53 (musica: Billy Loman)
10. Oh Yes! (featuring SuperSTah Snuk & Ea$y Money) – 4:12 (musica: Billy Loman)
11. Realty (featuring Ea$y Money & Hectic) – 3:05 (musica: Billy Loman)
12. Depths Of Hell (featuring Slaine & Artisin) – 2:26 (musica: Billy Loman)
13. Pour Out A Bottle Of Rose (featuring Reks) – 3:06 (musica: Billy Loman)
14. My Time 2 Shine (featuring Lil Fame) – 4:00 (musica: Termanology, The Arcitype & Artisin)
15. El Wave (featuring Willie The Kid & Reks) – 3:05 (musica: The Alchemist & Statik Selektah)
16. Streetwise – 2:52 (musica: The Mighty Moe)

Durata totale: 54:38